# Irina Michajlovna Raevskaja
Irina Michajlovna Raevskaja (in russo Ирина Михайловна Раевская?; Carskoe Selo, 18 agosto 1892 – Sigmaringen, 22 gennaio 1955) è stata duchessa di Meclemburgo, come moglie di Giorgio, duca del Meclemburgo (in tedesco Georg Herzog zu Mecklenburg) capo del casato di Meclemburgo-Strelitz dal 1934 fino alla sua morte nel 1963. Irina è anche la bisnonna della principessa Sofia di Isenburg, moglie di Giorgio Federico di Prussia attuale capo del casato di Hohenzollern.

## Infanzia
Nacque il 18 agosto 1892 a Carskoe Selo, San Pietroburgo nell'impero russo tra i più alti ranghi della nobiltà russa. I suoi genitori furono Michajl Nikolaevič Raevskij (1841-1893) e la principessa Marija Grigor'evna Gagarina (1851-1941). I suoi nonni paterni furono Nikolaj Nikolaevič Raevskij (1801-1843) e sua moglie Anna Michajlovna Borozdina (1819-1883). I nonni materni furono Grigorij Grigor'evič Gagarin (1810-1893) e sua moglie Sof'ja Andreevna Daškova (1822-1908). La famiglia Raevskij erano uno degli eredi del famoso Grigorij Aleksandrovič Potëmkin (1739-1791), principe di Tauria, discendenti dalla sorella minore del principe senza figli, Maria Alexandrovna Potemkina (1726-1774).

## Matrimonio e figli
Irina Mikhailovna Raievskya si sposò una prima volta a San Pietroburgo, il 5 novembre 1915 con il conte Aleksandr Michajlovič Tolstoj (1888-1918), figlio del conte Michail Pavlovič Tolstoj (1845-1913) e di sua moglie la principessa Olga Alexandrovna Vassiličkova.
I figli nati da questo matrimonio furono:
- Contessa Irina Aleksandrovna Tolstoja (1917-1998) sposò Franz Ferdinand, principe di Isenburg (1901-1956)
- Conte Michajl Aleksandrovič Tolstoj (1918-2004) sposò Francine Paule Yvonne Bregentzer (1923-2009)

Rimasta vedova Irina nel 1918 si risposò a Ginevra in Svizzera il 7 ottobre 1920 con Giorgio, duca del Meclemburgo (1899-1963), figlio del duca Giorgio Alessandro di Meclemburgo-Strelitz (1859-1909) e di sua moglie Natal'ja Fëdorovna Vonljarljarskaja, contessa di Carlow (1858-1921).
I figli nati dal suo secondo matrimonio furono:
- S.A. Giorgio Alessandro, duca di Meclemburgo (1921–1996) sposò l'|arciduchessa Ilona d'Asburgo-Lorena (1927-2011)
- S.A. duchessa Elena di Meclemburgo (1924–1962) sposò Sayed Hassan Kamil, un egiziano svizzero-trafficante d'armi (1918-1991).[9] È rimasta uccisa in un incidente aereo.
- S.A duca Carlo Gregorio di Meclemburgo (n. 1933) sposò SAS la Principessa Maria Margherita di Hohenzollern (1928–2006) figlia del principe Francesco Giuseppe di Hohenzollern-Emden

## Vita successiva
Fuggì con la sua famiglia, dall'impero russo dopo la rivoluzione d'ottobre, prima verso la Francia poi in Danimarca e per ultimo in Germania. Con il suo secondo marito Giorgio, duca del Meclemburgo visse dal 1923 nel castello di Remplin in Germania fino a quando la parte principale del palazzo fu bruciato durante la seconda guerra mondiale il 10 aprile 1940. Successivamente la famiglia si trasferì nel quartiere berlinese del Grunewald. Dopo che la loro casa nel Grunewald fu distrutta dai bombardamenti nel febbraio 1944 si trasferirono, su invito della principessa Margherita Carola di Hohenzollern, nel marzo 1944 a Sigmaringen. Il suo secondo marito fu tenuto prigioniero dal governo nazista dal 1944 fino al suo rilascio nel 1945. Irina, duchessa di Meclemburgo visse fino alla sua morte, avvenuta il 22 gennaio 1955, a Sigmaringen, e fu sepolta nella Einsiedlerkapelle a Inzigkofen in Germania.
Il suo secondo marito si convertì al cattolicesimo nel 1920. Rimasto vedova di Irina, si risposò con l'arciduchessa Carlotta d'Austria (1921-1989) il 21 luglio 1956 a Pöcking in Germania. Carlotta era la figlia dell'imperatore Carlo I d'Austria (1887-1922) e di sua moglie l'imperatrice Zita (1892-1989).
Giorgio morì a Sigmaringen in Germania per un attacco di cuore. Gli successe come capo della casata granducale il maggiore dei loro figli maschi, il duca Giorgio Alessandro

## Duchessa di Meclemburgo
Il 6 dicembre 1934, Carlo Michele, duca di Meclemburgo-Strelitz zio di suo marito Giorgio morì, e suo marito gli successe in qualità di capo del casato di Meclemburgo-Strelitz.
Il 18 dicembre 1950 il casato di Meclemburgo-Schwerin confermò la decisione fatta nel 1929 riguardante il titolo di Giorgio, e assunse il titolo ed il trattamento di altezza ed allo stesso tempo fu confermato il suo status di capo del casato di Meclemburgo-Strelitz, mentre il titolo di conte di Carlow fu abolito.

## Titoli e trattamento
- 1892 – 1915: Irina Mikhailovna Raevskaja
- 1915 – 1920: contessa Irina Mikhailovna Tolstoj
- 1920 – 1928: sua altezza serenissima contessa Irina di Carlow
- 1928 – 1950: sua altezza serenissima duchessa Irina di Meclemburgo, contessa di Carlow
- 1950 – 1955: sua altezza duchessa di Meclemburgo